# Kūcheh Chāl
Kūcheh Chāl (persiska: کوچه چال, Kūchī Chāl) är en ort i Iran.   Den ligger i provinsen Gilan, i den nordvästra delen av landet, 260 km nordväst om huvudstaden Teheran. Kūcheh Chāl ligger 185 meter över havet och antalet invånare är 484.
Terrängen runt Kūcheh Chāl är varierad.Runt Kūcheh Chāl är det ganska tätbefolkat, med 124 invånare per kvadratkilometer. Närmaste större samhälle är Fūman, 9,8 km öster om Kūcheh Chāl. I omgivningarna runt Kūcheh Chāl växer i huvudsak blandskog.